# Kara Drew
Kara Elizabeth Drew (Morristown (New Jersey), 15 juli 1975) is een Amerikaans professioneel worstelaar en valet die vooral bekend is van haar tijd bij World Wrestling Entertainment als Cherry waar ze ook lid was van Deuce 'n Domino. 

## In het worstelen
- Finishers
  - Bulldog
  - Hammerlock lifting DDT
  - Stunner

- Worstelaars gemanaged
  - Ace Darling
  - Kevin Knight
  - Mike Dell
  - Julio Fantastico
  - Sal Sincere
  - Danny Gimondo
  - Rik Ratchet
  - Simon Diamond
  - Judas Young
  - Billy Reil
  - Jose Rivera
  - Nick Berk
  - Biggie Biggs
  - Slayer
  - Inferno Kid
  - Deuce 'n Domino
  - Shawn Spears
  - Cody Runnels

## Prestaties
- Jersey Championship Wrestling
  - JCW Women's Championship (1 keer)

- Women Superstars Uncensored
  - WSU/NWS King and Queen Tournament (2005) – met Julio Dinero